# Jakow Rabinowicz
Icchak Jakow Rabinowicz  lub też Jakub Rabinowicz (ur. ok. 1915 w Parczewie, zm. ?) – uciekinier z  obozu zagłady w Treblince, który jako jeden z pierwszych zdał relację z funkcjonowania obozu.

## Życiorys
Był synem Nossona Dawida Rabinowicza, chasydzkiego rabina z Parczewa oraz potomkiem dynastii z Białej i Przysuchy. Jego krewnym był między innymi przedsiębiorca Jehoszua Rabinowicz (potomek Jakuba Izaaka Rabinowicza). Wychowywał się w Siedlcach, a po śmierci ojca w 1930, zamieszkał wraz z rodziną w Warszawie przy ul. Gęsiej. Prawodpodobnie kształcił się w jesziwie Chachmei Lublin.
Po agresji III Rzeszyn na Polskę, służył jako ochotnik w straży pożarnej podczas obrony Warszawy. Następnie przez pewien czas przebywał w sowieckiej strefie okupacyjnej i nie wiadomo kiedy powrócił do Warszawy. W getcie warszawskim, pracował w warsztacie braci Landau przy ul. Gęsiej 30. Okoliczności jego aresztowania i deportacji do obozu zagłady w Treblince nie są znane. Po przybyciu do obozu, został skierowany do pracy w grupie zbierającej ubrania i inne rzeczy osób skierowanych do komór gazowych. Rabinowicz nie był osobiście świadkiem procesu eksterminacji, został jednak poinformowany przez innych więźniów o losie deportowanych i systemie zabijania. W obozie przebywał krótko, być może nawet tylko jeden dzień. Uciekł, ukrywając się w stertach ubrań ładowanych do pociągów powracających z obozu do Warszawy.
Po powrocie do getta warszawskiego w drugiej połowie września 1942, Rabinowicz skontaktował się z Jehoszuą Rabinowiczem i zdał relację z pobytu w obozie. Rabinowicza wspominają też w swoich zapiskach między innymi Emanuel Ringelblum, Abraham Lewin i dr Hillel Seidman. W celu zweryfikowania relacji Rabinowicza, wysłano do Sokołowa Podlaskiego, emisariusza z misją potwierdzenia jego relacji. Emisariusz odnalazł innego uciekiniera z Treblinki, Azriela Wallacha, który potwierdził relacje Rabinowicza. Wśród dokumentów w archiwum getta warszawskiego znajduje się animowa realcja przypisywana Rabinowiczowi. 
Dalsze losy Rabinowicza nie są znane.